# Cantone di Les Aspres
Il cantone di Les Aspres è una divisione amministrativa dell'Arrondissement di Céret e dell'Arrondissement di Perpignan.
È stato costituito a seguito della riforma approvata con decreto del 26 febbraio 2014, che ha avuto attuazione dopo le elezioni dipartimentali del 2015.

## Composizione
Comprende i 22 comuni di:
- Banyuls-dels-Aspres
- Brouilla
- Caixas
- Calmeilles
- Camélas
- Castelnou
- Fourques
- Llauro
- Llupia
- Montauriol
- Oms
- Passa
- Pollestres
- Ponteilla
- Saint-Jean-Lasseille
- Sainte-Colombe-de-la-Commanderie
- Terrats
- Thuir
- Tordères
- Tresserre
- Trouillas
- Villemolaque